# Tepraloxydim
Tepraloxydim ist eine chemische Verbindung aus der Gruppe der Cyclohexenoxime (Cyclohexadione).

## Eigenschaften
Tepraloxydim ist ein Feststoff. Er ist stabil gegenüber Hydrolyse bei einem pH-Wert von 7 bis 9 und zersetzt sich langsam bei einem pH-Wert von 5 (DT50 = 22,1 Tage).

## Verwendung
Tepraloxydim wird als Herbizid (zum Beispiel unter dem Namen Aramo) im Ackerbau (Rüben, Raps, Kartoffeln), in der Forstwirtschaft und bei Zierpflanzen verwendet. Er ist ein Acetyl-CoA-Carboxylase-Hemmer.

## Nachweis
Der Wirkstoff ist nach Derivatisierung mittels Gaschromatographie, sowie direkt mittels LC-(ESI+)-MS/MS bestimmbar.

## Zulassungsstatus
In den Staaten der EU und in der Schweiz sind keine Pflanzenschutzmittel mit dem Wirkstoff Tepraloxydim zugelassen. Dennoch darf Tepraloxydim in der EU für den Export hergestellt werden.